# Благословенское Лесничество
Благослове́нское Лесни́чество — деревня в Оренбургском районе Оренбургской области. Входит в состав Чкаловского сельсовета.

## География
Деревня расположена на расстоянии 20 км к востоку от города Оренбург, административного центра области.

### Часовой пояс
Деревня Благословенское Лесничество как и вся Оренбургская область, находится в часовой зоне МСК+2. Смещение применяемого времени относительно UTC составляет +5:00.

## Население
| 2010 |
| ---- |
| 41   |